# Dinámica browniana
En física, la dinámica browniana es un enfoque matemático para describir la dinámica de los sistemas moleculares en el régimen difusivo. Es una versión simplificada de la dinámica de Langevin y corresponde al límite en el que no se produce ninguna aceleración media. Esta aproximación también se conoce como dinámica de Langevin sobreamortiguada o como dinámica de Langevin sin inercia.

## Definición
En la dinámica browniana, se utiliza la siguiente ecuación de movimiento para describir la dinámica de un sistema estocástico con coordenadas {\displaystyle X=X(t)}:
{\displaystyle {\dot {X}}=-{\frac {D}{k_{\text{B}}T}}\nabla U(X)+{\sqrt {2D}}R(t).}
donde:
- {\displaystyle {\dot {X}}} es la velocidad, siendo punto una derivada temporal
- {\displaystyle U(X)} es el potencial de interacción de las partículas
- {\displaystyle \nabla } es el operador gradiente, de modo que {\displaystyle -\nabla U(X)} es la fuerza calculada a partir del potencial de interacción de las partículas
- {\displaystyle k_{\text{B}}} es la constante de Boltzmann
- {\displaystyle T} es la temperatura
- {\displaystyle D} es un coeficiente de difusión
- {\displaystyle R(t)} es un término de ruido blanco, que satisface {\displaystyle \left\langle R(t)\right\rangle =0} y {\displaystyle \left\langle R(t)R(t')\right\rangle =\delta (t-t')}

## Derivación
En dinámica de Langevin, la ecuación de movimiento utilizando la misma notación que arriba es la siguiente:
{\displaystyle M{\ddot {X}}=-\nabla U(X)-\zeta {\dot {X}}+{\sqrt {2\zeta k_{\text{B}}T}}R(t)}
donde:
- {\displaystyle M} es la masa de la partícula.
- {\displaystyle {\ddot {X}}} es la aceleración
- {\displaystyle \zeta } es la constante o tensor de fricción, en unidades de {\displaystyle {\text{masa}}/{\text{tiempo}}}.
  - A menudo tiene la forma {\displaystyle \zeta =\gamma M}, donde {\displaystyle \gamma } es la frecuencia de colisión con el disolvente, una constante de amortiguación en unidades de {\displaystyle {\text{tiempo}}^{-1}}.
  - Para partículas esféricas de radio «r» en el límite de número de Reynolds bajo, la ley de Stokes da {\displaystyle \zeta =6\pi \,\eta \,r}.

La ecuación anterior se puede reescribir como {\displaystyle \underbrace {M{\ddot {X}}} _{\text{fuerza inercial}}+\underbrace {\nabla U(X)} _{\text{fuerza potencial}}+\underbrace {\zeta {\dot {X}}} _{\text{fuerza viscosa}}-\underbrace {{\sqrt {2\zeta k_{\text{B}}T}}R(t)} _{\text{fuerza aleatoria}}=0}En la dinámica browniana, el término de fuerza inercial {\displaystyle M{\ddot {X}}(t)} es tan pequeño en comparación con los otros tres que se considera insignificante. En este caso, la ecuación es aproximadamente
{\displaystyle 0=-\nabla U(X)-\zeta {\dot {X}}+{\sqrt {2\zeta k_{\text{B}}T}}R(t)}
Para partículas esféricas de radio {\displaystyle r} en el límite de número de Reynolds bajo, podemos utilizar la relación de Stokes-Einstein. En este caso, {\displaystyle D=k_{\text{B}}T/\zeta }, y la ecuación es:
{\displaystyle {\dot {X}}(t)=-{\frac {D}{k_{\text{B}}T}}\nabla U(X)+{\sqrt {2D}}R(t).}
Por ejemplo, cuando la magnitud del tensor de fricción {\displaystyle \zeta } aumenta, el efecto amortiguador de la fuerza viscosa se vuelve dominante en relación con la fuerza inercial. En consecuencia, el sistema pasa del régimen inercial al difusivo (browniano). Por esta razón, la dinámica browniana también se conoce como dinámica de Langevin sobreamortiguada o dinámica de Langevin sin inercia.

## Inclusión de la interacción hidrodinámica
En 1978, Ermak y McCammon sugirieron un algoritmo para calcular de manera eficiente la dinámica browniana con interacciones hidrodinámicas. Las interacciones hidrodinámicas se producen cuando las partículas interactúan indirectamente generando y reaccionando a velocidades locales en el disolvente. Para un sistema de {\displaystyle N} partículas tridimensionales que se difunden bajo la influencia de un vector de fuerza F(X), el esquema de dinámica browniana derivado es el siguiente:
{\displaystyle X_{i}(t+\Delta t)=X_{i}(t)+\sum _{j}^{N}{\frac {\Delta tD_{ij}}{k_{\text{B}}T}}F[X_{j}(t)]+R_{i}(t)}
donde {\displaystyle D_{ij}} es una matriz de difusión que especifica las interacciones hidrodinámicas, tensor de Oseen por ejemplo, en entradas no diagonales que interactúan entre la partícula objetivo {\displaystyle i} y la partícula circundante {\displaystyle j}, {\displaystyle F} es la fuerza ejercida sobre la partícula {\displaystyle j}, y {\displaystyle R(t)} es un vector de ruido gaussiano con media cero y una desviación estándar de {\displaystyle {\sqrt {2D\Delta t}}} en cada entrada del vector. Los subíndices {\displaystyle i} y {\displaystyle j} indican el ID de las partículas y {\displaystyle N} se refiere al número total de partículas. Esta ecuación funciona para el sistema diluido en el que se ignora el efecto de campo cercano.